# Esponton
Un esponton, autrefois également appelé sponton, est une arme d'hast notamment utilisée par les officiers d'infanterie dans les armées européennes aux XVIIe siècle et XVIIIe siècle.

## Étymologie
Le terme esponton apparaît à la fin du XVIIe siècle. Il s'agit d'une déformation du terme sponton, apparu lui au XVIe siècle, et qui provient du mot italien spuntone, signifiant pique et aujourd'hui désignant l'esponton.

## Utilisation

### Dans l'armée française
Dans une ordonnance du 10 mai 1690, Louis XIV rend les espontons obligatoires pour les officiers d'infanterie. Leur longueur doit alors être comprise entre 7 pieds et demi et 8 pieds de longueur (environ 2,50 m), mais leur forme n'est pas précisée (ce qui laisse une grande variété de modèles et d'ornementation, voir Galerie). L'esponton devient alors symbole de commandement, et permet notamment aux soldats de repérer les officiers, et à ces derniers de faire respecter l'alignement des troupes.
Toutefois, certains militaires, comme Vauban, considèrent que les espontons sont peu utiles aux officiers, d'autant que ceux-ci sont en général de bons tireurs. Au cours de la guerre de Succession d'Espagne, certains d'entre eux s'arment de fusils.
Pour rendre à l'armement son uniformité, Louis XIV maintient l'usage de l'esponton pour les colonels, lieutenants-colonels et capitaines de l'infanterie dans une ordonnance du 1er décembre 1710. Les officiers subalternes sont eux dotés de fusils à baïonnettes,. Les débats autour de l'utilité réelle des espontons au combat se poursuivent toutefois au cours de la première moitié au XVIIIe siècle.
Le 1er mai 1754, Louis XV fixe la forme des espontons devant équiper les officiers d'infanterie, et ramène leur longueur à 7 pieds (soit environ 2,30 m).
En pleine Guerre de Sept Ans, le 31 octobre 1758, les officiers supérieurs, encore équipés d'espontons, sont dotés de fusils. Néanmoins, au retour de la paix, l'ensemble des officiers d'infanterie (sauf ceux des grenadiers), y compris ceux dotés de fusils à baïonnettes en 1710, sont de nouveau équipés d'espontons le 20 mars 1764.
Le 1er janvier 1766, l'esponton est définitivement abandonné par l'infanterie française, lorsque les colonels et lieutenants-colonels, ainsi que l'état-major, ne conservent que leurs épées, et que les autres officiers sont dotés de fusils à baïonnettes.
Dans le but de rendre les officiers de nouveau repérables par les soldats, Napoléon Bonaparte fait part en 1798 au général Dommartin de son souhait de doter les officiers d'infanterie d'espontons dépassant de 6 pouces (soit environ 16 cm) les baïonnettes des soldats. Ce projet n'est toutefois pas concrétisé.

## Galerie

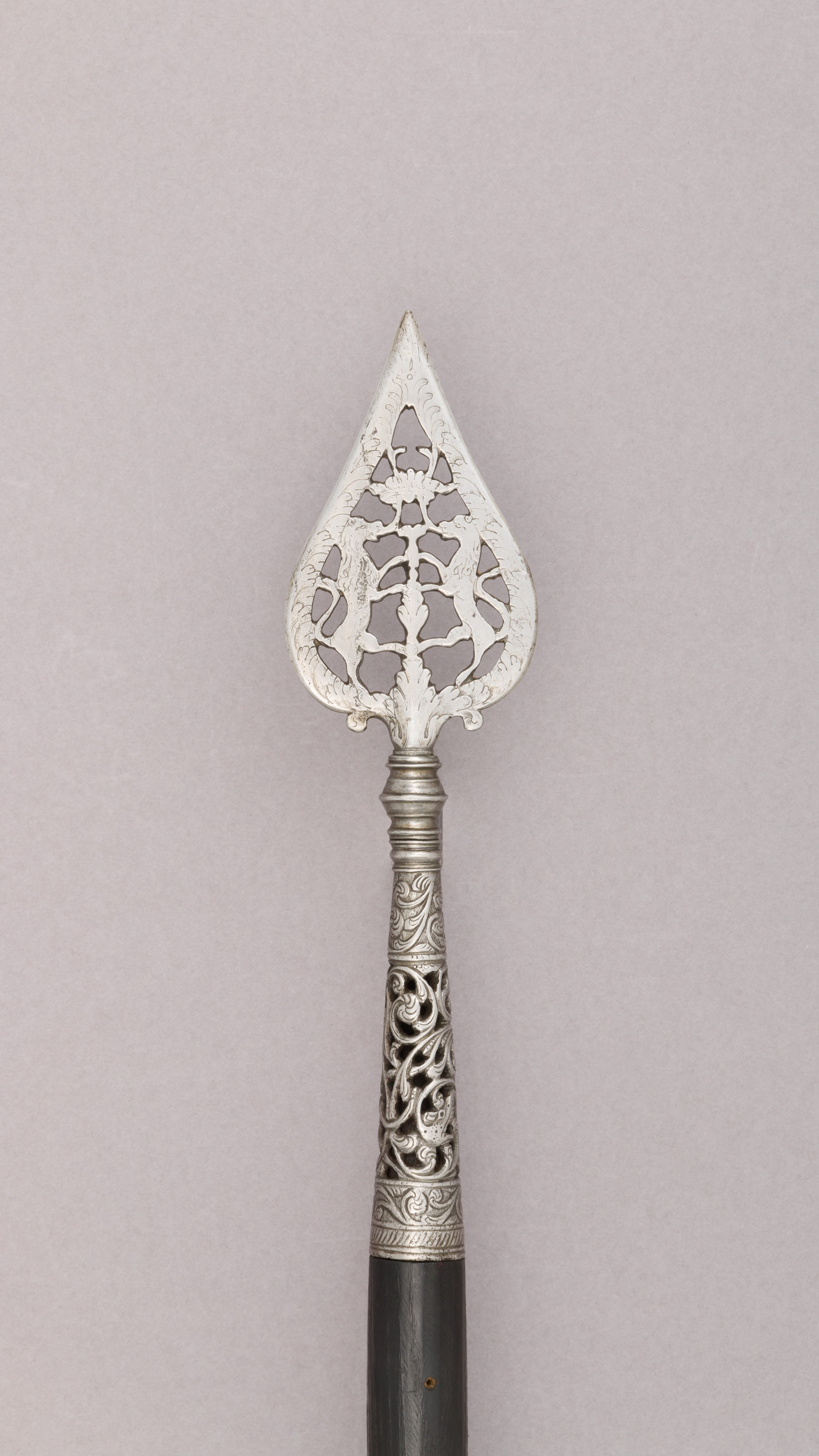
Esponton français ouvragé du XVIIIe siècle.
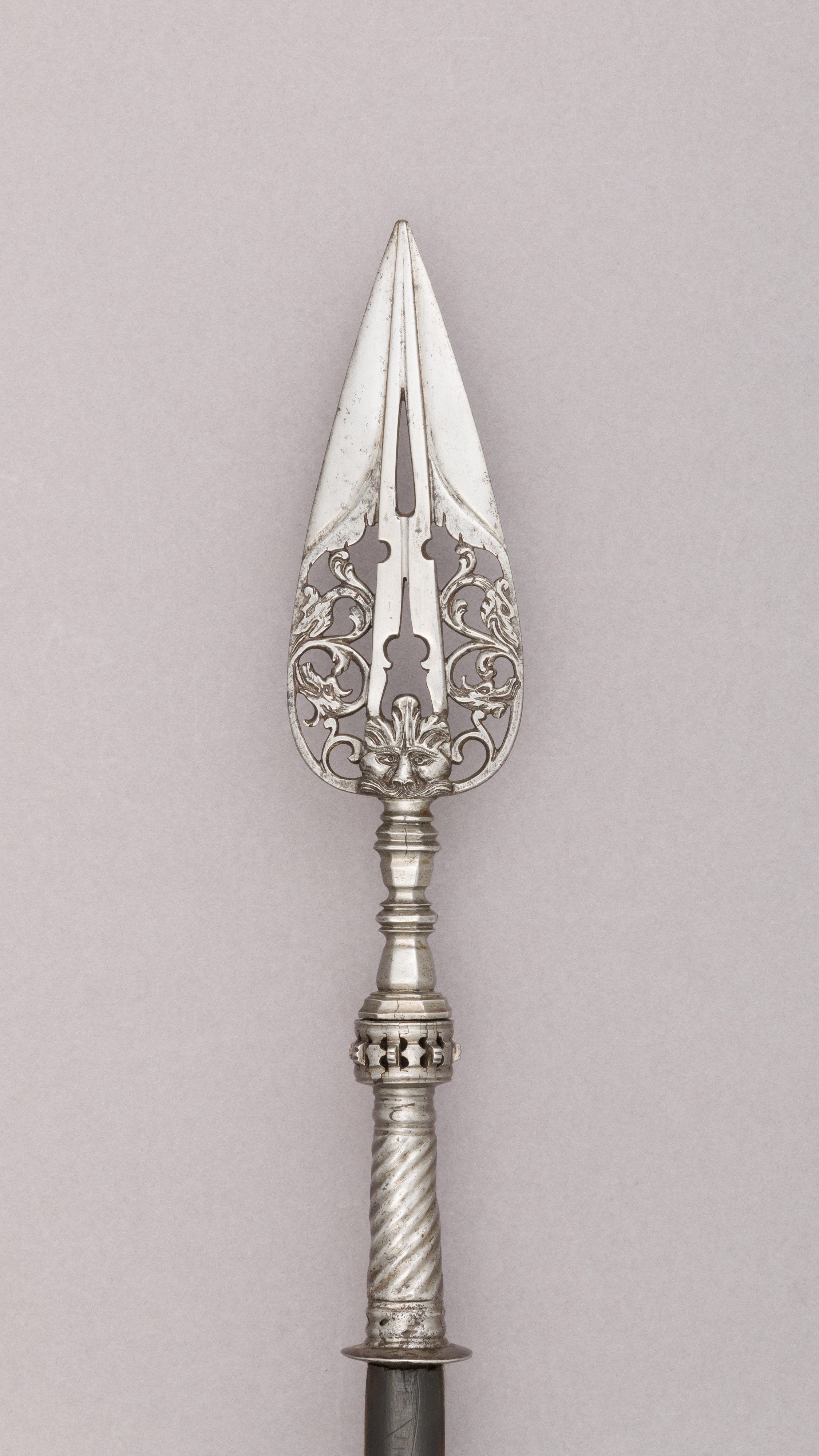
Esponton français ouvragé du XVIIIe siècle.